# Cèl·lula NK
Una cèl·lula citocida natural o cèl·lula NK (de l'anglès natural killer) és un tipus de limfòcit citotòxic que constitueix un component principal del sistema immunitari innat. Les cèl·lules NK tenen un paper important en el refús de tumors i cèl·lules infectades per virus. Les cèl·lules maten per mitjà de l'alliberament de petits grànuls citoplasmàtics de proteïnes anomenats perforines i granzims, que provoquen que la cèl·lula diana mori per apoptosi o necrosi.
Les cèl·lules NK són definides com a grans limfòcits granulars que no expressen receptors dels limfòcits T (TCR) ni marcadors Pan T CD3, o el receptor de limfòcits B d'immunoglobulines (Ig), però que solen expressar els marcadors de superfície CD16 (FcγRIII) i CD56 en els humans, i NK1,1/NK1,2 en certes soques de ratolins. Fins al 80% de les cèl·lules NK també expessen CD8.
Se les denominà natural killers ("matadores naturals", en anglès) degut a la concepció inicial que no requereixen ser activades per a matar cèl·lules que manquen de marcadors propis de l'MHC de classe I.